# コバドンガの戦い
コバドンガの戦い（コバドンガのたたかい、英語: Battle of Covadonga、スペイン語: Batalla de Covadonga）は、722年夏にイベリア半島北西部のコバドンガ近くの山中で起こった、アストゥリアス王国のキリスト教徒軍とウマイヤ朝のムスリム軍の戦いである。アストゥリアス王国の建国者のペラーヨ王率いるアストゥリアス軍がアル・クアマやベルベル人部将ムヌザ率いるウマイヤ朝軍を破った。この戦いに勝利したアストゥリアス王国は、イベリア半島のイスラーム支配に対する抵抗の拠点となったため、小規模な戦闘ながらレコンキスタ（国土回復運動）の出発点とされる。

## 背景

### 西ゴート王国の滅亡
711年、北アフリカのマグリブ地域から侵攻してきたムスリムのウマイヤ朝軍に、イベリア半島の西ゴート王国軍は敗れた（グアダレーテ河畔の戦い）。国王ロデリックが戦死した西ゴート王国は急速に崩壊し、718年に滅亡した。イベリア半島北部のモサラベ（アル＝アンダルスのキリスト教徒）が書き残した9世紀の記録によると、西ゴートの残党は同年、貴族のペラーヨ（681-737）を指導者に選出した。ペラーヨは西ゴート王キンダスウィントの孫で、エギカ王の重臣ファビラの息子にあたり、アストゥリアスの首府カンガス・デ・オニスをウマイヤ朝への抵抗拠点とした。

### アストゥリアスの抵抗
イスラーム勢力がイベリア半島に侵攻を始めると、半島南部からの避難民や敗残兵は半島北部に逃れ、北西部のアストゥリアスの山岳地帯に身を隠す者も多かった。ペラーヨはこうした中から兵を募り、手始めにウマイヤ朝へのジズヤ（非ムスリムに課せられた人頭税）の支払いを拒否して、ムスリム軍の小規模な守備隊を各所で襲撃した。抵抗運動が広がると、ペラーヨはアストゥリアスの総督ムヌザを追い出すことに成功し、ウマイヤ朝の反撃をはねのけてアストゥリアス王国を建国した。この王国は、イスラームの勢力拡大に対するキリスト教徒の抵抗拠点となった。
アストゥリアス王国の建国から数年は、コルドバに首府を置くイベリア半島のイスラーム勢力にとって、北部の山岳におけるキリスト教徒らの蜂起は大きな脅威ではなかった。ウマイヤ朝の反応もおざなりで、ペラーヨはしばしばウマイヤ朝軍の侵入を許したが、討伐軍が引き揚げるとすぐに支配を回復した。この時期のウマイヤ朝の攻撃の主目標はピレネー山脈の北のフランスであり、山岳地帯の取るに足らない反乱の鎮圧に割くような人員の余裕はなかった。
721年7月9日、ピレネー山脈を越えてフランク王国に攻め込んだウマイヤ朝軍が、現在のフランス・トゥールーズでアキテーヌのウードに敗れた（トゥールーズの戦い）。これは、南西ヨーロッパにおけるイスラーム勢力の初めての敗北となった。敗戦の報をコルドバに持ち帰りたくなかったウマイヤ朝のアンダルス長官は、帰りがけにアストゥリアスの反乱を鎮圧することを決めた。勝利は容易に手中にすることができ、ウマイヤ朝軍の士気も大いに上がるはずと思われた。

## 戦闘

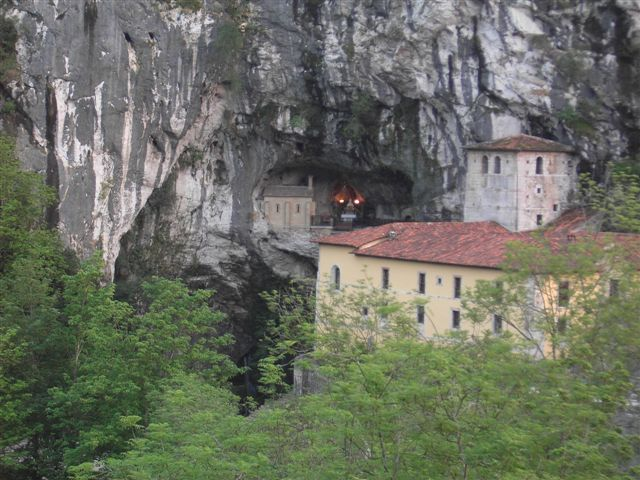
La gruta de Covadonga, refugio de Don Pelayo

722年、アル・クアマとムヌザに率いられたウマイヤ朝軍がアストゥリアスに派遣され、瞬く間にアストゥリアスの大部分を占領した。  伝説では、この軍に西ゴートの王族でセビリア司教のオッパも同行しており、同じキリスト教徒のペラーヨに対して降伏の仲立ちをしようとしたが失敗したという。アストゥリアス軍は険しい山中に退却し、大軍には攻めにくく防御しやすい狭い渓谷に立てこもった。ペラーヨは300人ほどの兵しか引き連れていなかった。
コバドンガに到着したアル・クアマは降伏勧告の使者をアストゥリアス軍に送ったが、ペラーヨがこれを断ったため、精鋭部隊を渓谷に送り込んだ。アストゥリアス軍は山中からの射撃で迎え撃ち、戦いが最高潮に達した瞬間にペラーヨ自らが兵を率いて、隠れていた洞窟からムスリム軍に切り込んだ。キリスト教徒側は、この戦闘でムスリム軍は恐るべき虐殺にさらされたと主張しているが、ウマイヤ朝側の史料は「小競り合い程度だった」と記している。ウマイヤ朝軍の司令官のアル・クアマは戦死し、ムスリム軍は退却した。ペラーヨがムスリム軍を破ると、ウマイヤ朝に征服されたアストゥリアスの住民は村々で武器をとって蜂起し、敗走してきたムスリム兵士たちを殺した。コバドンガでの敗戦の報を受けたムヌザは敗残兵を吸収して軍を立て直したが、オビエド南西のプロアサ付近で増強されたペラーヨ軍と交戦した際に戦死した。

## 戦後
イスラームの歴史家たちは、ペラーヨとその兵について「30匹の野生のロバ」とし、「たった30人しか残されていない異教徒どもに、何ができよう」と書き残した。しかし、この戦い以降、アストゥリアス王国の独立が脅かされることはなかった。アストゥリアス王国はキリスト教徒によるレコンキスタ（国土回復運動）の拠点となり、「コバドンガ」は勝利の合言葉となり、コバドンガの戦いはレコンキスタの出発点と目されるようになった。ペラーヨが兵士たちと共に隠れていた洞窟は、その後「サンタ・クエバ」（聖なる洞窟）と呼ばれることとなった。